# Revêtement travaillant

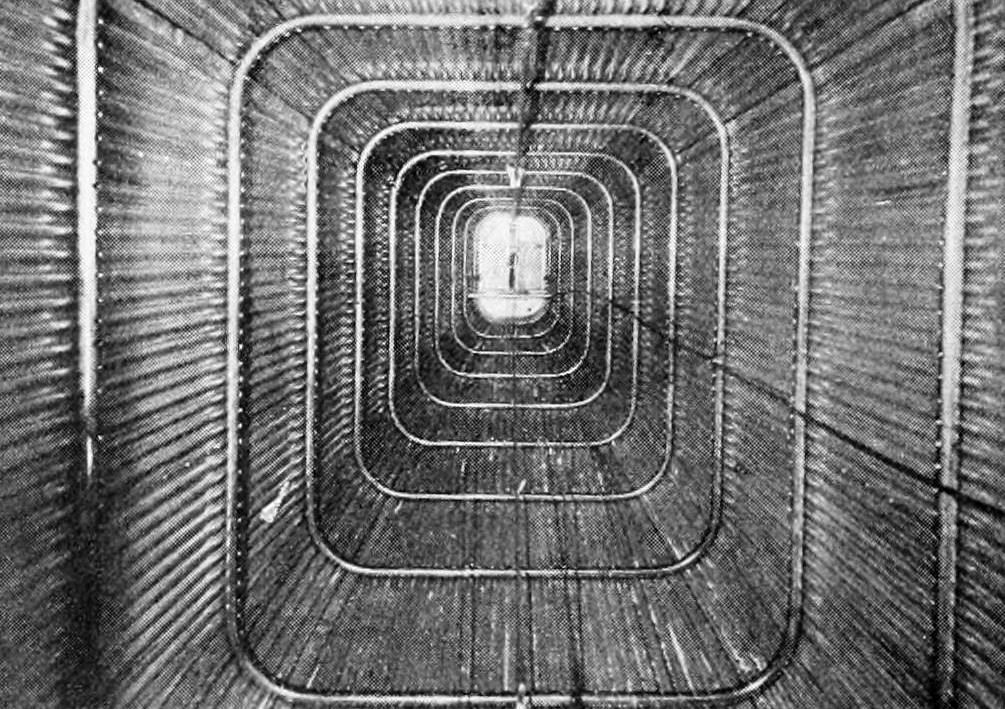
Fuselage du. Aero Digest de Mai 1930.

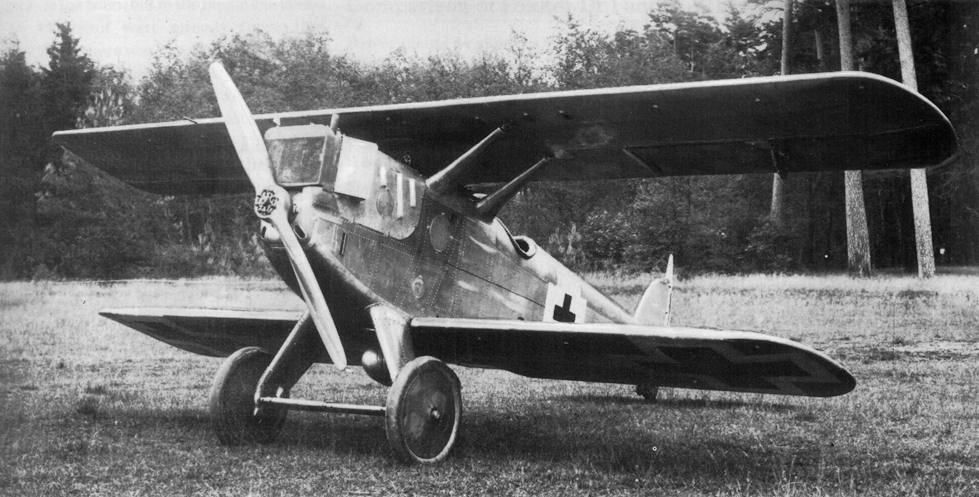
Le Zeppelin-Lindau DI avait un fuselage et des ailes en revêtement travaillant.

En génie mécanique, la revêtement travaillant est un type de construction rigide, intermédiaire entre la monocoque et un cadre rigide avec un revêtement non chargé. Un revêtement travaillant comporte des éléments de reprise de compression localisés et des éléments de reprise de tension répartis. Typiquement, le cadre principal a une structure rectangulaire et est triangulé par le revêtement.

## Description

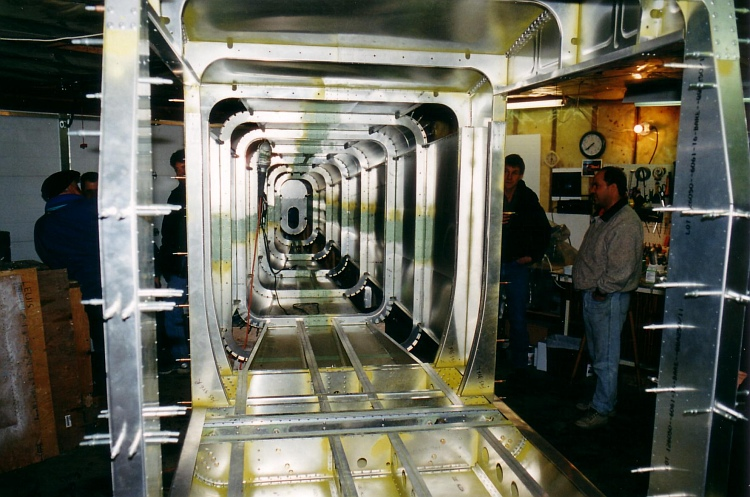
Les parties internes de la construction du revêtement travaillant sur un avion Murphy Moose montrant les cadres et la peau de soutien

Une boîte-cadre (framework box) peut être déformée parce qu'elle est carrée, elle n'est donc pas rigide en elle-même, mais l'ajout de diagonales qui prennent soit la tension soit la compression corrige cela, car la boîte ne peut pas dévier des angles droits sans modifier les diagonales. Parfois, des éléments flexibles comme des fils sont utilisés pour fournir une tension, ou des cadres de compression rigides sont utilisés, comme dans une ferme Warren (en) ou Pratt, mais ce sont toutes deux des structures à cadre complet. Lorsque la peau ou le revêtement extérieur est en tension de sorte qu'il fournit une partie importante de la rigidité, la structure est dite avoir une conception à revêtement travaillant. Cela peut également être appelé semi-monocoque, et chevauche la notion de monocoque, qui a moins d'ossature, n'incluant parfois que des éléments longitudinaux ou latéraux, et la notion recouvre aussi la notion de structure à châssis rigides (rigid frame structures) où une partie mineure de la rigidité globale peut provenir de la peau. Cette méthode de construction est plus légère qu'une structure à cadre complet et moins complexe à concevoir qu'une monocoque complète.

## Exemples d'aéronefs en métal
Les exemples incluent presque tous les avions modernes tout en métal, ainsi que certains véhicules ferroviaires, bus et camping-cars de type Motorhome. Le Bus à impériale AEC Routemaster incorporait des panneaux internes rivés aux cadres qui supportaient la majeure partie de la charge de cisaillement de la structure. Les carrosseries automobiles ont également une forme à revêtement travaillant, tout comme certains bâtiments à ossature dépourvus de contreventement diagonal.
- Zeppelin-Lindau D.I (en) (ou Dornier-Zeppelin D.I) : premier chasseur tout métal à revêtement travaillant et premier avec des ailes à revêtement travaillant (1918)
- Zeppelin-Lindau (Dornier) Rs.IV (en) : premier avion avec un fuselage à revêtement travaillant entièrement métallique (1918)
- Zeppelin-Staaken E-4/20 : premier avion de ligne quadrimoteur à revêtement travaillant entièrement métallique (1919)
- Short Silver Streak (en) : premier avion britannique tout métal à revêtement travaillant ( (1920)
- Northrop Alpha : premier avion américain tout métal à revêtement travaillant (1930)[1]. Les Boeing 221, Thaden T-4 (en) et Consolidated Fleetster sont aussi à revêtement travaillant[2].
- Autobus GM New Look : bus à revêtement travaillant, plus de 44 000 construits depuis 1959, et beaucoup encore en service

## Exemples d'aéronefs en bois
Il a existé beaucoup d'avions monocoques ou semi monocoques en bois dans lesquels la coque en contreplaqué moulé reprenait une partie ou la totalité des charges. 
Le Snark est un avion expérimental (en) monoplan à quatre places conçu par Norman de Bruyne et construit par Aero Research Limited, pour tester des structures d'aile et de fuselage à revêtement travaillant en contreplaqué de faible poids liées à la bakélite. 
Le FBT 2 de Fletcher Aviation de 1941 est un avion entièrement en contreplaqué à revêtement travaillant. La structure du fuselage est de conception monocoque avec une série de cloisons en contreplaqué d'épicéa sur lesquels un revêtement souple en Plasti-Ply (contreplaqué à deux plis disposés à 25° fabriqué par Fletcher) est collé au moyen d'un adhésif urée-formaldéhydes, et serré au moyen de la technique de moulage au sac sous vide (« vaccum molded plywood »),. La démarche d'une partie de l'industrie pendant la seconde Guerre Mondiale visait à remplacer l'aluminium — matériau stratégique — par du contreplaqué. En 1941, on avance que les pièces d'avion moulées en contreplaqué — on parle encore de fuselages entiers (le H-4 emblématique de Hughes Aircraft), mais aussi les emplanture d'aile et les carénages — offrent sur le métal des caractéristiques de performance supérieures, en raison d'un rapport rigidité/poids plus élevé; et des surfaces lisses, débarrassées des rivets, et des ondulations qui sont le propre du métal et qui sont un obstacle au flux d'air,,. Le Miles M.9 Master avait la même approche. Le contreplaqué pour les parties structurellement importantes des aéronefs, telles que le revêtement de peau sollicité, était régi par la norme britannique B.S.S. 5V3 et le choix du bois était limité au bouleau ou à l'érable à sucre. Le bois principalement utilisé était le bouleau. Dans le processus de déroulage, les placages étaient coupés parallèlement ou presque parallèlement aux cercle de croissances, le fil était est conservé aussi intact que possible,.

## Dans la construction des bâtiments
Un panneau à revêtement travaillant, ou couche de surface sous contrainte, ou paroi contrainte, se compose d'un revêtement collé d'un ou des deux côtés des éléments d'ossature. « Les revêtements résistent à la flexion et aux efforts directs, ajoutant ainsi à la capacité porteuse de l'ossature et permettant une réduction de ses dimensions. L'ossature résiste aux forces de cisaillement ainsi qu'à celles de flexion ». La fixation des panneaux à l'ossature se fait à l'aide d'une colle — le système le plus efficace — ou par une fixation mécanique. Les panneaux à revêtement travaillant peuvent comporter un matelas d'isolation incorporé en usine.
Le Forest Products Laboratory, créé en 1909 dans le cadre d'un partenariat de recherche entre le Service des forêts des États-Unis et l'Université du Wisconsin à Madison a présenté en 1935, un projet expérimental de maison fabriquée à partir de panneaux à revêtement travaillant en contreplaqué. La maison a été assemblée en seulement 21 heures par une équipe de trois personnes. Le FPL a construit trois autres générations de cette stressed skin house, dans des tailles plus grandes et avec des toits en pente; beaucoup sont encore debout dans le nord de l'Indiana.
Un panneau sandwich, où les parois interagissent avec une âme légère (constituée mousse plastique ou un réseau alvéolaire en papier), ressemble à un panneau à revêtement travaillant. Cependant l'âme est essentiellement continue, alors que dans un panneau à revêtement travaillant, l'ossature est espacée.
Parmi les panneaux à revêtement travaillant, on peut distinguer :
- Les panneaux isolés structurels (en anglais structural insulated panel ou SIP);